# Chalcides minutus
Chalcides minutus là một loài thằn lằn trong họ Scincidae. Loài này được Caputo miêu tả khoa học đầu tiên năm 1993.